# 이사와정 (이와테현)
이사와정(胆沢町)은 이와테현 이사와군에 설치되었던 정이다. 현재의 오슈시에 해당한다.
2006년 2월 20일에 미즈사와시, 에사시시, 이사와군 마에자와정, 기누카와촌과 합병하여 오슈시가 되어 폐지했다.
현재는 오슈시의 서부를 차지한다.

## 지리
서쪽은 오우 산맥의 일부인 야케이시 연봉 지역에 위치한다.
이사와강 상류에는 이시부치 댐이 있다.

## 교통

### 철도
- 동일본 여객철도
  - 도호쿠 본선

### 도로
- 국도 397호선